# Kakóvatos (ort i Grekland, Epirus)
Kakóvatos är en ort i Grekland.   Den ligger i prefekturen Nomós Ártas och regionen Epirus, i den centrala delen av landet, 280 km nordväst om huvudstaden Aten. Kakóvatos ligger 23 meter över havet och antalet invånare är 138.
Terrängen runt Kakóvatos är platt åt sydost, men åt nordväst är den kuperad. Terrängen runt Kakóvatos sluttar söderut.Runt Kakóvatos är det ganska glesbefolkat, med 39 invånare per kvadratkilometer. Närmaste större samhälle är Arta, 8,4 km öster om Kakóvatos. Trakten runt Kakóvatos består till största delen av jordbruksmark.